# Lijst van voetbalinterlands Duitse Democratische Republiek - Oostenrijk
Deze lijst van voetbalinterlands is een overzicht van alle officiële voetbalwedstrijden tussen de nationale teams van de Duitse Democratische Republiek en Oostenrijk. De landen speelden zes keer tegen elkaar. De eerste ontmoeting, een kwalificatiewedstrijd voor het Wereldkampioenschap voetbal 1966, werd gespeeld in Wenen op 25 april 1965. Het laatste duel, een kwalificatiewedstrijd voor het Wereldkampioenschap voetbal 1990, vond plaats op 15 november 1989 in de Oostenrijkse hoofdstad.

## Wedstrijden
| № | Plaats  | Datum             | Competitie           | Wedstrijd                                   | Uitslag |
| - | ------- | ----------------- | -------------------- | ------------------------------------------- | ------- |
| 1 | Wenen   | 25 april 1965     | WK 1966 kwalificatie | Oostenrijk – Duitse Democratische Republiek | 1 – 1   |
| 2 | Leipzig | 31 oktober 1965   | WK 1966 kwalificatie | Duitse Democratische Republiek – Oostenrijk | 1 – 0   |
| 3 | Wenen   | 24 september 1977 | WK 1978 kwalificatie | Oostenrijk – Duitse Democratische Republiek | 1 – 1   |
| 4 | Leipzig | 12 oktober 1977   | WK 1978 kwalificatie | Duitse Democratische Republiek – Oostenrijk | 1 – 1   |
| 5 | Leipzig | 20 mei 1989       | WK 1990 kwalificatie | Duitse Democratische Republiek – Oostenrijk | 1 – 1   |
| 6 | Wenen   | 15 november 1989  | WK 1990 kwalificatie | Oostenrijk – Duitse Democratische Republiek | 3 – 0   |

## Samenvatting
| Competitie      | Totaal gespeeld | Winst DDR | Gelijk | Winst Oostenrijk | Doelsaldo DDR – Oostenrijk |
| --------------- | --------------- | --------- | ------ | ---------------- | -------------------------- |
| WK-kwalificatie | 6               | 1         | 4      | 1                | 5 − 7                      |
| Totaal          | 6               | 1         | 4      | 1                | 5 − 7                      |

Wedstrijden bepaald door strafschoppen worden, in lijn met de FIFA, als een gelijkspel gerekend.

## Details

### Eerste ontmoeting
| WK 1966 kwalificatie (Wenen, Oostenrijk, 25 april 1965): |              | |
| Oostenrijk | 1 – 1        | Duitse Democratische Republiek |
| Erich Hof 46' | goals        | 74' Jürgen Nöldner |
| Edi Frühwirth | bondscoach   | Károly Sós |
| Gernot Fraydl Paul Halla Friedrich Kremser Gerhard Sturmberger Walter Glechner Karl Koller Horst Hirnschrodt Walter Seitl Hans Buzek Erich Hof Franz Viehböck | opstellingen | Horst Weigang Otto Fräßdorf Manfred Walter Manfred Geisler Herbert Pankau Gerhard Körner Hermann Stöcker Jürgen Nöldner Peter Ducke Dieter Erler Roland Ducke |

### Tweede ontmoeting
| WK 1966 kwalificatie (Leipzig, Duitse Democratische Republiek, 31 oktober 1965):                                                                             |              | |
| Duitse Democratische Republiek | 1 – 0        | Oostenrijk |
| Jürgen Nöldner 1' | goals        | |
| Károly Sós | bondscoach   | Edi Frühwirth |
| Horst Weigang Otto Fräßdorf Manfred Walter Manfred Geisler Gerhard Körner Herbert Pankau Roland Ducke Jürgen Nöldner Peter Ducke Dieter Erler Eberhard Vogel | opstellingen | Gernot Fraydl Rudolf Ceyka Alfons Dirnberger Gerhard Sturmberger Walter Ludescher Franz Hasil Ewald Ullmann Anton Fritsch Hans Buzek Rudolf Flögel Adolf Macek |

### Derde ontmoeting
| WK 1978 kwalificatie (Wenen, Oostenrijk, 24 september 1977): |              | |
| Oostenrijk | 1 – 1        | Duitse Democratische Republiek |
| Willy Kreuz 8' | goals        | 40' Martin Hoffmann |
| Helmut Senekowitsch | bondscoach   | Georg Buschner |
| Friedrich Koncilia Eduard Krieger Robert Sara Bruno Pezzey Gerhard Breitenberger Josef Stering Roland Hattenberger Josef Hickersberger Kurt Jara 78' Willy Kreuz Hans Krankl | opstellingen | Jürgen Croy Hans-Jürgen Dörner Gerd Kische Konrad Weise Gerhard Weber Reinhard Häfner Hartmut Schade Lutz Lindemann 73' Gert Heidler 46' Peter Kotte Martin Hoffmann |
| Herbert Prohaska 78' | wissels      | 46' Jürgen Sparwasser 73' Hans-Jürgen Riediger |
| Eduard Krieger ??' Josef Hickersberger ??' | gele kaarten | ??' Martin Hoffmann ??' Lutz Lindemann |
| Hans Krankl 86' | rode kaarten | |

### Vierde ontmoeting
| WK 1978 kwalificatie (Leipzig, Duitse Democratische Republiek, 12 oktober 1977):                                                                                     |              | |
| Duitse Democratische Republiek | 1 – 1        | Oostenrijk |
| Wolfram Löwe 50' | goals        | 43' Roland Hattenberger |
| Georg Buschner | bondscoach   | Helmut Senekowitsch |
| Jürgen Croy Hans-Jürgen Dörner Gerd Kische Konrad Weise Gerhard Weber Reinhard Häfner Hartmut Schade Lutz Lindemann Wolfram Löwe Peter Kotte 56' Martin Hoffmann 87' | opstellingen | Friedrich Koncilia Eduard Krieger Robert Sara Bruno Pezzey Gerhard Breitenberger 89' Herbert Prohaska Josef Hickersberger Roland Hattenberger Kurt Jara Josef Stering Willy Kreuz |
| Hans-Jürgen Riediger 56' Jürgen Sparwasser 87' | wissels      | 89' Erich Obermayer |
| Hartmut Schade ??' Lutz Lindemann ??' | gele kaarten | ??' Roland Hattenberger |
| | rode kaarten | ??', ??' Gerhard Breitenberger |

### Vijfde ontmoeting
| WK 1990 kwalificatie (Leipzig, Duitse Democratische Republiek, 20 mei 1989):                                                                                         |              | |
| Duitse Democratische Republiek | 1 – 1        | Oostenrijk |
| Ulf Kirsten 87' | goals        | 3' Toni Polster |
| Manfred Zapf | bondscoach   | Josef Hickersberger |
| Jörg Weißflog Ronald Kreer Dirk Stahmann Andreas Trautmann 46' Matthias Lindner Frank Rohde Jörg Stübner Rico Steinmann Ulf Kirsten Matthias Sammer 67' Andreas Thom | opstellingen | Klaus Lindenberger Kurt Russ Robert Pecl Anton Pfeffer Heribert Weber Manfred Zsak 67' Gerhard Rodax Herbert Prohaska Toni Polster 60' Andreas Herzog Peter Artner |
| Thomas Doll 46' Uwe Weidemann 67' | wissels      | 60' Peter Stöger 67' Andreas Ogris |

### Zesde ontmoeting
| WK 1990 kwalificatie (Wenen, Oostenrijk, 15 november 1989): |              | |
| Oostenrijk | 3 – 0        | Duitse Democratische Republiek |
| Toni Polster 2' Toni Polster 23' (pen.) Toni Polster 61' | goals        | |
| Josef Hickersberger | bondscoach   | Eduard Geyer |
| Klaus Lindenberger Ernst Aigner Robert Pecl Anton Pfeffer Peter Artner Manfred Zsak Alfred Hörtnagl Manfred Linzmaier Christian Keglevits Andreas Ogris 75' Toni Polster | opstellingen | Dirk Heyne Dirk Stahmann Ronald Kreer Detlef Schößler Matthias Lindner 43' Matthias Döschner Rico Steinmann 79' Matthias Sammer Jörg Stübner Ulf Kirsten Andreas Thom |
| Andreas Herzog 75' 81' Heimo Pfeifenberger 81' | wissels      | 43' Thomas Doll 79' Uwe Weidemann |
| Manfred Zsak 16' Anton Pfeffer 25' | gele kaarten | 4' Matthias Döschner 70' Dirk Stahmann 81' Ulf Kirsten |
| | rode kaarten | 75' Ronald Kreer |